# Iditarod
Iditarod è un percorso che unisce Anchorage a Nome.
Date le condizioni meteorologiche con temperature polari, il luogo è scelto per competizioni estreme, la prima e più conosciuta è la Iditarod Trail Sled Dog Race, celebre corsa con i cani da slitta, che si tiene in Alaska ogni anno, all'inizio di marzo, su un difficile percorso di circa 1,600 km, da Anchorage a Nome.
La gara fu fondata nel 1973 da Joe Redington Sr. con l'obiettivo di preservare la tradizione dei cani da slitta in Alaska, messa in secondo piano dall'utilizzo sempre più frequente delle motoslitte.
Parte dell'Iditarod Trail fu teatro di un drammatico episodio verificatosi nel 1925, quando un'epidemia di difterite colpì la città di Nome; date le pessime condizioni meteorologiche, non era possibile far arrivare rapidamente l'antitossina da Anchorage tramite aereo o nave e si ricorse, quindi, alla tradizionale slitta, dopo aver trasportato l'antitossina via treno fino a Nenana.
L'episodio fu ispiratore del film d'animazione Balto: questo era infatti il nome del cane da slitta che guidava l'ultimo dei 20 team che raggiunse Nome a soli 5 giorni dalla partenza (127 ore).
Nel corso degli anni, altre competizioni hanno preso spunto da questa gara, una di queste è la Iditarod Trail Invitational è un'avventura estrema sia per le condizioni climatiche, con temperature spesso vicine a -40 °C, che per la lunghezza del percorso, ben 1770 km. Si partecipa a piedi, in bici o con gli sci.
Per la categoria "a piedi" il vincitore 2002, che inoltre ha anche stabilito il nuovo record, è stato l'italiano Roberto Ghidoni.